# Cephalotes grandinosus
Espèce
Synonymes

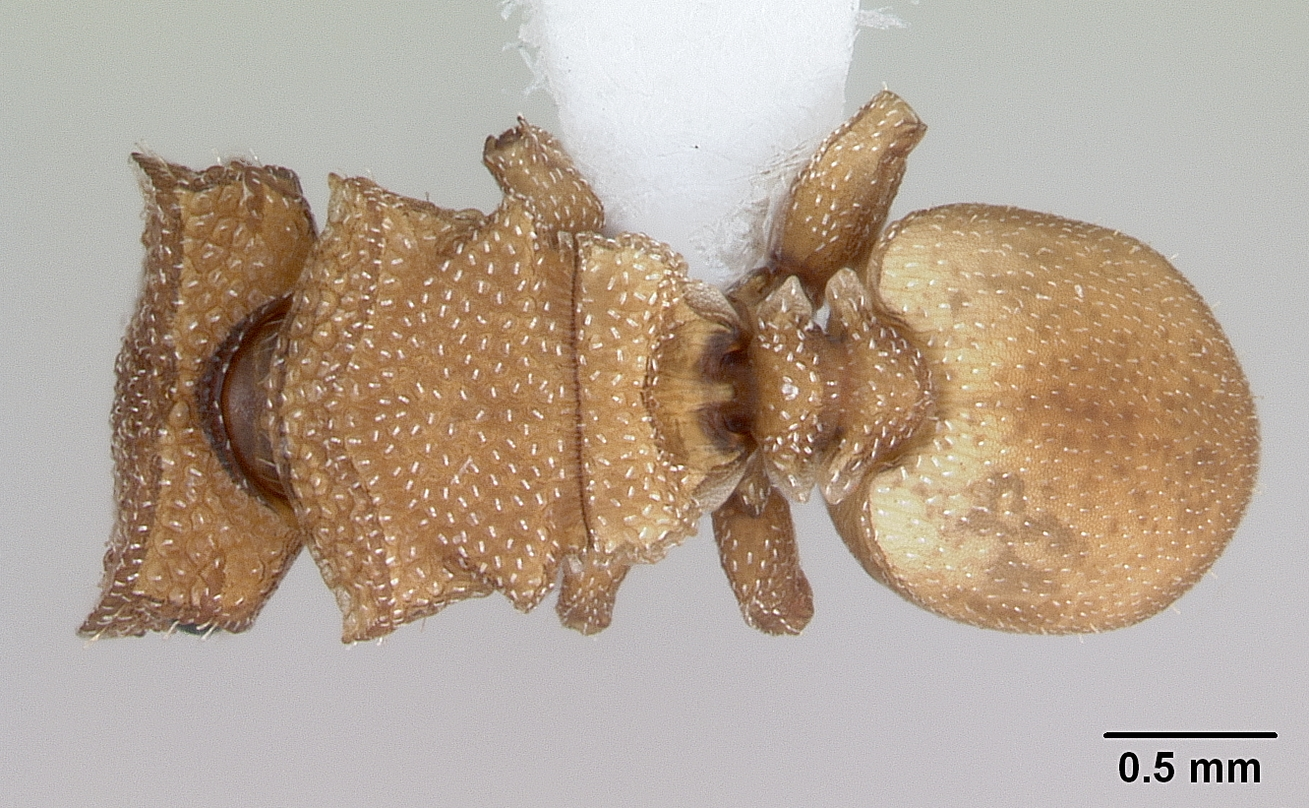
Cephalotes grandinosus de dos.

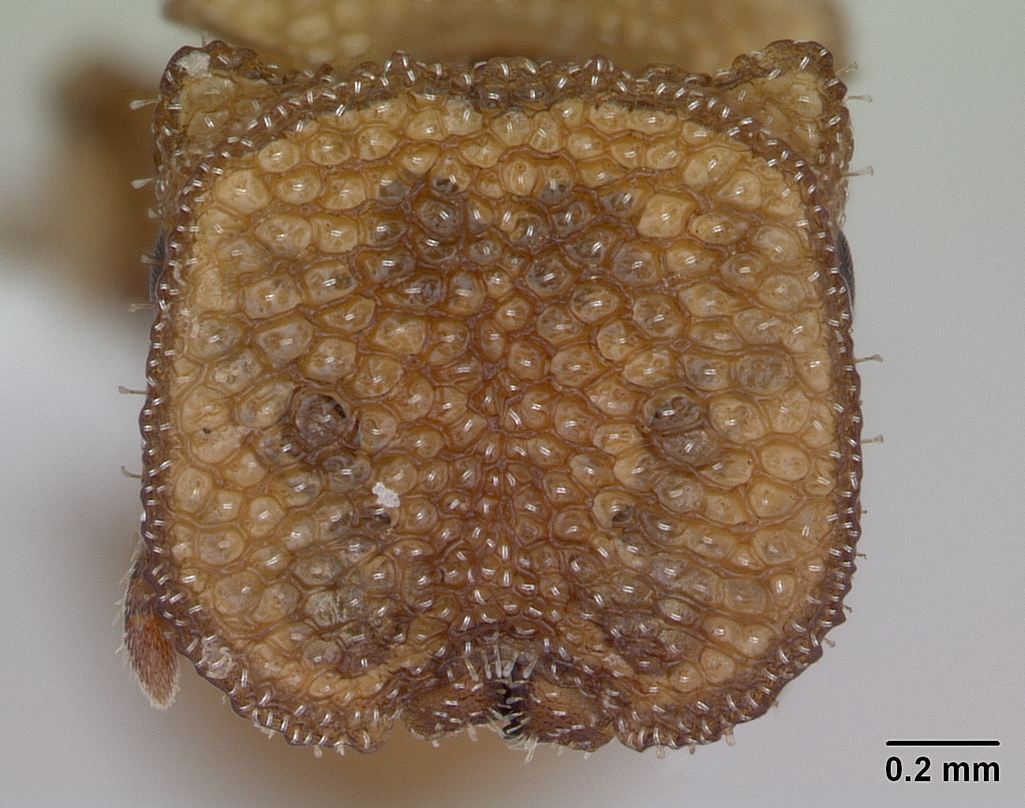
Tête de C. grandinosus.

Cephalotes grandinosus, est une espèce de fourmis arboricoles du genre Cephalotes.

## Distribution
Cette espèce est trouvée dans la plupart des pays sud-américains et jusqu'en Amérique Centrale at aux petites Antilles.

## Description
Comme les autres espèces du genre Cephalotes, elles sont caractérisées par l'existence de soldats spécialisés dotés d'une tête surdimensionnée et plate ainsi que des pattes plus plates et plus larges que leurs cousines terrestres. Elles peuvent ainsi se déplacer d'un arbre à un autre dans une forêt.
Elle fut décrite et classifiée pour la première fois par l'entomologiste britannique Frederick Smith, en 1860.